# ايه في جي بي (مركبة قتالية)
ايه في جي بي (بالإنجليزية: AVGP)‏ هي عبارة عن سلسلة من عربات القتال المدرعة كندية الصنع استخدمت لأول مرة في عام 1977.وهي برمائية ويتم تصنيعها لجيش الكندي.

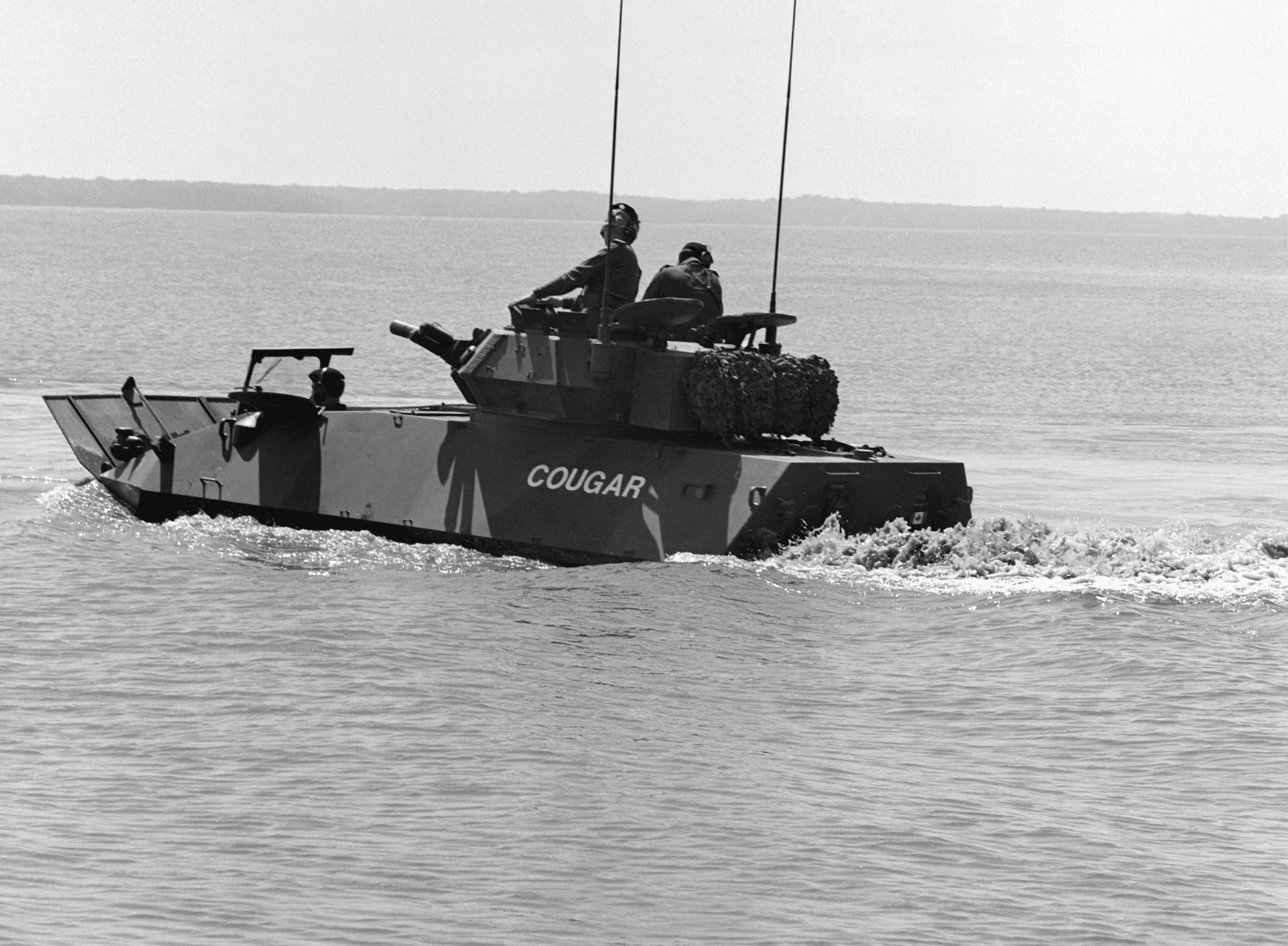
في احدى الأنهار